# Fides quaerens intellectum
Fides quaerens intellectum, significa "fé que busca compreensão" ou "fé que busca inteligência", é uma frase em latim de Anselmo de Canterbury.
Anselmo usa esta expressão pela primeira vez em seu Proslogion (I). Articula a estreita relação entre a fé e a razão humana . Anselmo de Canterbury afirma: "Neque enim quaero intelligere ut credam, sed credo ut intelligam"  ("Não procuro compreender para poder acreditar, mas sim, acredito para poder compreender").
A frase representa o método teológico enfatizado por Agostinho (354-430) e Anselmo de Cantuária (c. 1033 – 1109) em que se começa com a fé em Deus e, com base nessa fé, avança-se para uma maior compreensão da verdade cristã. 